# 見風黃
見風黃（学名：Lindernia mollis）为玄參科陌上菜属下的一个种。其种加词“mollis ”意为“柔软的”。